# Helmuth Wrangel von Brehmer
Gustaf Helmuth Wrangel von Brehmer (i riksdagen kallad Wrangel von Brehmer i Toppeladugård}), född 3 oktober 1843 i Hyby, Malmöhus län, död 24 februari 1917 i Växjö, var en svensk friherre, godsägare på Toppeladugårds slott, landstingsman och riksdagsman. Wrangel von Brehmer var yngre bror till Wolmer Wrangel von Brehmer.
Wrangel von Brehmer var ledamot av riksdagens första kammare 1886-1889, invald i Malmöhus läns valkrets. 1878 blev Wrangel von Brehmer hovjägmästare vid Kungliga Hovstaterna.

## Utmärkelser
- Konung Oscar II:s jubileumsminnestecken, 1897.[3]
- Riddare av första klassen av Vasaorden, 1891.[4]
- Kommendör av första graden av Danska Dannebrogorden, senast 1915.[3]
- Riddare av andra klassen av Ryska Sankt Annas orden, senast 1915.[3]